# Tanjung Lama (Darul Hasanah)
Tanjung Lama is een bestuurslaag in het regentschap Aceh Tenggara van de provincie Atjeh, Indonesië. Tanjung Lama telt 688 inwoners (volkstelling 2010).